# James Patrick Allison
James Patrick Allison (Alice, Texas, 7 de agosto de 1948) é um imunologista estadunidense.
Foi distinguido com o Nobel da Fisiologia ou Medicina de 2018, prémio partilhado com Tasuku Honjo, por descobertas relacionadas com o papel do sistema imunitário na luta contra o cancro.